# Ovidiu Hațegan
Ovidiu Hațegan, né le 14 juillet 1980 à Arad, est un arbitre roumain de football.

## Biographie
Ovidiu Hațegan arbitre des rencontres du championnat de Roumanie. Il est un arbitre FIFA depuis 2008. Également médecin, il arbitre sa première compétition internationale à l'occasion de l'Euro 2016.  

## Carrière
Ovidiu Hațegan a officié dans des compétitions majeures :
- Championnat d'Europe de football 2016

Le 8 décembre 2020, il est arbitre central dans un match de la Ligue des Champions de l'UEFA qui a défrayé la chronique. Pour la dernière journée des poules qualificatives, le match a été arrêté à la 14e minute entre le club français du Paris-Saint-Germain et le club turc du Başakşehir. Des propos du quatrième arbitre, Sebastian Colțescu, qui avait désigné Pierre Webó, en le désignant comme « noir » (« negru » en roumain) auprès d’Ovidiu Hațegan ont été considérés comme raciste par les joueurs. L'UEFA investigué sur ce cas et a estimé que Sebastian Colțescu n'avait pas eu de conduite raciste ou discriminatoire. Elle l'a cependant suspendu d'arbitrage pour le reste de la saison, pour avoir eu un « comportement inapproprié » durant ce match.

Le mardi 6 avril 2021, il est arbitre central du match de Ligue des champions entre Manchester City et le Borussia Dortmund, match qui fera scandale pour cause de faute majeure d'arbitrage de Hategan, qui invalida un but légal de l'équipe allemande, ce qui causa leur défaite 2-1.